# Орлинс (Масачусетс)
Орлинс (енгл. Orleans) насељено је место без административног статуса у америчкој савезној држави Масачусетс.

## Демографија
По попису из 2010. године број становника је 1.621, што је 95 (-5,5%) становника мање него 2000. године.
| Група             | 2000.         | 2010.         |
| Белци             | 1.644 (95,8%) | 1.533 (94,6%) |
| Афроамериканци    | 9 (0,5%)      | 17 (1,0%)     |
| Азијати           | 11 (0,6%)     | 6 (0,4%)      |
| Хиспаноамериканци | 33 (1,9%)     | 29 (1,8%)     |
| Укупно            | 1.716         | 1.621         |